# 丸山有香
丸山 有香（まるやま ゆか、10月3日 - ）は、日本の女性声優。東京都台東区浅草出身。賢プロダクション所属。

## 略歴
2010年、アミューズメントメディア総合学院声優学科卒業。スクールデュオ12期生。

## 人物
- 幕末、刀、和風の物が好き[5]。特に新選組への憧れが強く、侍になる夢を叶えるために声優になった[5]。声優を目指したきっかけになった作品は『るろうに剣心 -明治剣客浪漫譚-』[6][7]。
- 実家が浅草の老舗天丼屋「大黒家」。実家を貸し切って単独朗読公演を行ったこともある[8][9]。
- 着物の着付けができ、Twitterなどで着物姿を度々披露している[5]。
- 『ポケットモンスター』が好きで、悠木碧、椿彩菜、小岩井ことり、タカオユキ、立石都美らと結成したサークル「ポケモンだいすきクラブ嫁一」として活動する様子がTwitterで見られる[10][11][12]。
- イラストが得意。プロのイラストレーターに匹敵するレベル。自主制作関連のフライヤーなどの作画・デザインをすべて一人で担当している[13][14]。
- 赤ちゃんから老婆・少年と声幅が広く、猫や犬のものまねも器用にこなす。
- 『ガール・ミーツ・ワールド』、『ベビーシッター・アドベンチャー』などで主要キャストを演じたサブリナ・カーペンターの吹き替えを手掛けることが多く、アニメ『マイロ・マーフィーの法則』では、サブリナが声をあてているキャラクターであるメリッサの日本語吹き替えを手掛ける[15]。
- 自主制作サークル「櫻縁家」にて企画した同人ドラマCD企画『アイショタ idol show time』は小学館の「裏サンデー」「マンガワン」でコミカライズされており、原作者として名を連ねている[16][17]。
- 弟がいる[18][19]。

## 出演
太字はメインキャラクター。

### テレビアニメ
2013年
- おじゃる丸（女子高生）
- ガイストクラッシャー（トウヤ、女性客）
- ガンダムビルドファイターズ（オオタケ・アケミ）
- 義風堂々!! 兼続と慶次（女中）
- ぎんぎつね（主婦A）
- サーバント×サービス（客）
- 進撃の巨人（女兵士、ご婦人）
- たまゆら〜もあぐれっしぶ〜（新入生女子2）
- Free!（2013年 - 2014年、橘蓮）- 2シリーズ

2014年
- 銀の匙 Silver Spoon（看護婦）
- サザエさん
- パックワールド（主婦B、電話オペレーター、氷のゴースト）
- ブレイドアンドソウル（ティナ、帝国兵士、老婆、ロアナの母）

2015年
- 銀魂゜（男の子B）
- ケイオスドラゴン 赤竜戦役（兵士C）
- 血界戦線（同級生、看護士）
- ハイキュー!! セカンドシーズン（及川猛、小野寺町子、星倫太郎）

2016年
- クレヨンしんちゃん（女子高生A）
- ジョーカー・ゲーム（小春）
- だがしかし（金魚すくいのおばちゃん）
- ドリフターズ（子供）
- ハイスクール・フリート（松永理都子）
- 一人之下 the outcast（徐翔の母）
- ベイブレードバースト（2016年 - 2020年、佐々木マコト、水前寺豹助、アントン、少年）- 3シリーズ

2017年
- アトム ザ・ビギニング（A101）
- こねこのチー（飼い主の声、白猫）
- ベルセルク（母親）
- 100%パスカル先生（立花ひかる、パスチー）
- アイカツスターズ!（2016年 - 2018年、カズ）
- sin 七つの大罪（裁判長）
- ボールルームへようこそ（野球少年B）
- Wake Up, Girls! 新章（管理人、女子、歩の母）
- UQ HOLDER! 〜魔法先生ネギま!2〜（釘宮円）

2018年
- デュエル・マスターズ（2018年 - 2022年、トンボ、タイちゃん） - 4シリーズ

2019年
- サークレット・プリンセス（原アリサ）

2020年
- ゾイドワイルド ZERO（レニー）
- のりものまん モービルランドのカークン（2020年 - 2022年、キューちゃん、ミニポ、子供、ドンドン 他）

2022年
- ユーレイデコ（フィン〈幼少期〉）
- BLEACH 千年血戦篇（小倉可南）
- キボウノチカラ〜オトナプリキュア'23〜（生徒）

### 劇場アニメ
- THE IDOLM@STER MOVIE 輝きの向こう側へ!（2014年、女将）
- Wake Up, Girls! Beyond the Bottom（2015年、老婆）
- 劇場版 ハイスクール・フリート（2020年、松永理都子[27]）
- 劇場版ハイキュー!! ゴミ捨て場の決戦（2024年、彩くん）

### OVA
- 世にも奇妙な漫☆画太郎（2009年）※1・2
- OVA ハイスクール・フリート（2017年、松永理都子）

### Webアニメ
- スカルプDポーデ ハリとコシの女王（2015年、素子）
- BROTHERHOOD FINAL FANTASY XV（2016年、生徒）
- モノのかみさま ここたま（2019年、サリーヌ、女の子、母親）
- ベイブレードバースト ガチ（2020年、少年）

### ゲーム
2012年
- イナズマイレブンGO2 クロノ・ストーン ネップウ/ライメイ（歓声 他）

2013年
- あさき、ゆめみし〜ひととせ〜（あさひ）※ファンディスク
- SOUL SACRIFICE（プレイヤーボイス）
- NORN9 ノルン+ノネット（先生）
- 必殺仕事人〜お仕置きコレクション〜（千早輪）

2014年
- セーラーゾンビ〜AKB48 アーケード・エディション〜

2015年
- Fallout4（シスターメイ、デビー、他）
- 喧嘩番長 6（池上洋太）
- スター・ウォーズ バトルフロント

2016年
- 喧嘩番長 乙女（金春実、金春由加）
- グランドサマナーズ（レム）
- ソードアート・オンライン -ホロウ・リアリゼーション-（プレイヤーボイス、黒の精霊）
- ファイナルファンタジーXV（ホリー）
- ベイブレードバースト（佐々木マコト）
- モンスター娘のいる日常オンライン（カスカ、小町）

2017年
- GRAVITY DAZE 2/重力的眩暈完結編:上層への帰還の果て、彼女の内宇宙に収斂した選択
- 真・女神転生 DEEP STRANGE JOURNEY
- ゼルダの伝説 ブレス オブ ザ ワイルド（大妖精シーザ）
- ベイブレードバースト ゴッド（アントン）

2018年
- モンスターストライク（法海）

2019年
- ノラと皇女と野良猫ハート2（高田ノブチカ）
- ハイスクール・フリート 艦隊バトルでピンチ!（松永理都子）

2020年
- The Last of Us Part II（女の民兵）
- 明治活劇 ハイカラ流星組 -成敗しませう、世直し稼業-（守田優花）
- ゼルダ無双 厄災の黙示録

2022年
- 熱血硬派くにおくん外伝 リバーシティガールズ2

2023年
- ゼルダの伝説 ティアーズ オブ ザ キングダム
- グランブルーファンタジー（リオス）

2024年
- ファイナルファンタジーVII リバース

### ドラマCD
- 三千世界の鴉を殺し（女性兵士2）
- 岩鳶高校水泳部 活動日誌2（橘蓮）
- 妄想エレキテル4（子供春平）
- チョコストロベリーバニラ（多田健〈子供時代〉）
- 犬も喰わない（志村保子、斉藤真由美）
- 両思いなんて冗談じゃない！！（彼女優子、芝の姉）

### 吹き替え

#### 担当女優
サブリナ・カーペンター
- ガール・ミーツ・ワールド（マヤ・ハート）
- ベビーシッター・アドベンチャー（ジェニー・パーカー）
- マイロ・マーフィーの法則（メリッサ・チェイス）
- Work It 〜輝けわたし!〜（クイン・アッカーマン）

#### 映画
- あなたとのキスまでの距離（ローレン・レイノルズ〈マッケンジー・デイヴィス〉）
- イニョン王妃の男（看護師）
- インスタント・ファミリー 〜本当の家族見つけました〜（リジー〈イザベラ・モナー〉）
- ウォリスとエドワード 英国王冠をかけた恋（テンテン）
- カウントダウン（レイチェル）
- カリフォルニケーション（女）
- 恐怖ノ黒電話（子供の頃のメアリー）
- ゴール・オブ・ザ・デッド（クレオ〈ティファニー・ダヴィオ〉）
- 恋人まで1%（チェルシー〈マッケンジー・デイヴィス〉）
- THE BOXER（ジャック）
- ジェームス・ブラウン 最高の魂を持つ男（ヴィッキー）
- 史上最悪の学園生活（ディナ）
- 死霊館（カミラ）
- スノーピアサー（ヨナ〈コ・アソン〉）
- 沈黙の進撃（ステファニー）
- 泣く男（ユミ）
- PAN 〜ネバーランド、夢のはじまり〜（トーマス[33]）
- ピクセル（ラドロー少年）
- 蜜の味 〜テイスト・オブ・マネー〜（エヴァ）
- メガ・シャークVSグレート・タイタン（モイラ・キング捜査官〈エイミー・ライダー（英語版）〉）
- 4.3.2.1（グウェン）
- ライジング・ドラゴン（マリオン）

#### ドラマ
- アメリカン・ゴシック 〜偽りの一族〜
- ヴァンパイア・ダイアリーズ（ジョリーン）
- エクスタント（ヴァル）
- オリジナルズ（セレステ）
- 救命医ハンク4 セレブ診療ファイル（サビーヌ）
- 救命医ハンク7 セレブ診療ファイル（シーア）
- ゴーティマー・ギボン -ふしぎな日常-（キャサリン）
- スキャンダル 託された秘密 シーズン4（ジェーン）
- その冬、風が吹く（キム・ジョンヒョン〈ハン・ジョンヒョン〉）
- 超能力ファミリー サンダーマン（タラ）
- DEFIANCE/ディファイアンス（イリサ〈ステファニー・レオニダス〉）
- 特捜部Q（セームエル）
- ドクター異邦人（イ・チャンイ）
- Dr.HOUSE
- トランスポーター ザ・シリーズ（シビル）
- ノーセカンドチャンス 〜身代金の罠〜（クレール・ランベール）
- ハンク ‐ちょっと特別なボクの日常‐（エミリー・ジップツァー〈マデリーン・ホリデイ〉[34]）
- ブラックミラー（ジェム、リンゼイ）
- マジックマイクXXL（メイ）
- LAW & ORDER:Trial by Jury（アビゲイル）

#### アニメ
- 笑撃のナムチャックス!（ティミー）
- ターボ
- バービーのマーメイド・プリンセス（コーラ）
- ぼくはクラレンス!（ジェフ[35]）
- バンジのにゃむにゃむ日記（ウンシム）
- わたしたちララループシー!（ドット・スターライト）

### ラジオドラマ
- 花の慶次（2014年、子どもA）

### ボイスオーバー
- アメリカン・ネクスト・スター（Dlife）〈メリッサ・ヴィラセニョール〉
- BBC地球伝説「大自然の宝庫 北極圏を行く」（BS朝日）
- ダイレクトテレショップ
- 健康バラエティ ドクター・オズショー（Dlife）
- ショップジャパン「エアウェーブフライヤー」
- プロジェクト・ランウェイ11（エミリー・ポラード）
- BS世界のドキュメンタリー「シリーズイギリスの今　ギャレス・マローンと“軍人の妻”合唱団!」（NHK BS1）

### 舞台
- 座頭一〜festivo〜（藤川流舞踊会）
- シャークエンド（2019年7月21日、渋谷シダックスカルチャーホール） - レベッカ 役[36]
- 生きてるうちが華なのよ TAIAI（2023年11月15日 - 19日、シアターグリーン BIG TREE THEATER）[37]
- 奇譚 地獄たられば（2025年5月16日 - 18日〈予定〉、萬劇場）[38]

### 朗読劇
- 朗読劇「胡桃炸裂症候群 -Drosselmeyer Syndrome - 承」（2025年8月22日 - 24日〈予定〉、CBGKシブゲキ!!）[39]

### パチンコ
- CR魔法先生ネギま!（2017年、釘宮円[40]）

## 漫画原作
- 『アイショタ idol show time twinkiling memory』（原作：丸山有香 キャラクターデザイン：すめらぎ琥珀 作画：清瀬赤目 小学館、「裏サンデー」「マンガワン」）既刊2巻[17]